# Mondoro
Mondoro is een gemeente (commune) in de regio Mopti in Mali. De gemeente telt 42.000 inwoners (2009).